# 查查搜索
查查搜索是一个有着人工帮助的社会化搜索引擎，于2006年9月1日由Scott A. Jones和Brad Bostic在印第安纳州Carmel创立。同年11月beta版上线。